# Библиотека Правног факултета Универзитета у Источном Сарајеву
Библиотека Правног факултета Универзитета у Источном Сарајеву настала је и развијала се упоредо са Правним факултетом, у тешким условима и са скромним средствима. Просторије библиотеке се налазе у склопу Правног факултета на Палама, као и у одјељењима у Бијељини и Сребреници. Услугама Библиотеке тренутно се користе наставници, сарадници и студенти у сједишту на Палама, као и у одјељењима у Бијељини и Сребреници, а чланови библиотеке могу постати и друга лица.
У оквиру Библиотеке не постоји читаоница, али Факултет располаже са посебним просторијама, које су организоване као читаонице. На Палама, у згради Факултета, читаоница је површине 70 м², са 44 сједећа мјеста, док је у Бијељини, у згради Центра за високо образовање, на 214 м², доступно 96 сједећих мјеста.

## Библиотечки фонд и остале услуге
Основна услуга коју Библиотека нуди својим корисницима је издавање књига из библиотечког фонда, који чини Збирка монографских публикација, Збирка периодичних публикација, Збирка старе и ријетке књиге и Збирка службених гласила.
Збирку монографских публикација чине уџбеници, монографије, приручници, енциклопедије, рјечници, магистарски и докторски радови и др., и она тренутно броји око 10.400 примјерака. Углавном су то издања из области права, али и осталих друштвених наука. Око 7000 примјерака је на српском језику, а остале су на енглеском, француском, њемачком и руском језику.
Збирку периодичних публикација чине научни и стручни часописи и зборници радова из области права, али и других научних дисциплина. Збирка се састоји од стотињак домаћих и страних наслова са око 4000 примјерака. Факултет је претплаћен на два научна часописа („Правна мисао“ и „Избор судске праксе“), али већину научне публицистике добија путем редовне размјене са установама које их издају. Нашим корисницима, доступан је скоро цјелокупан тираж најзначајнијих правних часописа са простора бивше Југославије: Анали Правног факултета у Београду, Зборник радова Правног факултета у Нишу, Правни живот, Зборник радова Правног факултета у Новом Саду, Правна мисао, Годишњак Правног факултета у Сарајеву, Правна ријеч, Страни правни живот, Билтен Окружног суда у Београду, Бранич и др. Најстарија књига у нашој библиотеци је Целокупна дела Светозара Марковића, Свеска пета, штампана у Београду 1892. године.
Библиотечки фонд сваким даном се повећава и покрива све области права, а садржи и наслове из осталих друштвених наука, прије свега историје, економије, политикологије, филозофије и сл.
У посљедњих осам и по година, од почетка школске 2010/2011. па до данас, Библиотека Правног факултета скоро па да је утростручила библиотечки фонд и увећала га је за око 9600 библиотечких јединица, са 5750 на 15.382, што је по брзини увећања библиотечког фонда чини једном од најуспјешнијих библиотека у земљи, али и међу најбољима у региону.